# 福島町 (宮崎市)
福島町（ふくしまちょう）とは、宮崎県宮崎市内の地名。大淀地域自治区に属している。福島町の後に『丁目』で表記される地域（住居表示未実施、郵便番号880-0946）、福島町の後に『番地』がくる地域（郵便番号880-0945）で構成される。

## 地理
宮崎市の大淀地域自治区に属する。北側を大淀川に接しており、支流の青柳川、水流川との合流点に位置する。
丁目で住所表記を行う地域（1丁目・2丁目・3丁目）と、番地で住所表記を行う地域（亀ノ甲、下ノ町、寺山、壱本橋）に分けられる。
西を大塚町、南西を江南、花山手西・花山手東、南西を大坪町、東を谷川、天満町と接する。

## 世帯数と人口
2022年（令和4年）11月1日現在の世帯数と人口は以下の通りである。
| 町丁           | 世帯数  | 人口  |
| -------------- | ------- | ----- |
| 福島町1丁目    | 6世帯   | 16人  |
| 福島町2丁目    | 37世帯  | 71人  |
| 福島町3丁目    | 150世帯 | 268人 |
| 福島町（番地） | 274世帯 | 511人 |

## 小・中学校の学区
市立小・中学校に通う場合、学区は以下の通りとなる。
| 町名                 | 小学校             | 中学校             |
| -------------------- | ------------------ | ------------------ |
| 福島町（一部を除く） | 宮崎市立大淀小学校 | 宮崎市立大淀中学校 |
| 福島町（番地）の一部 | 宮崎市立江南小学校 | 宮崎市立大塚中学校 |

## 交通

### バス
宮交グループの運営するバスが営業している。

### 道路
- 国道269号
- 宮崎県道17号南俣宮崎線

## 施設
- 市営福島町墓地
- 青柳排水機場
- 宮崎若久病院